# Boswachterswoning Zeisterbos

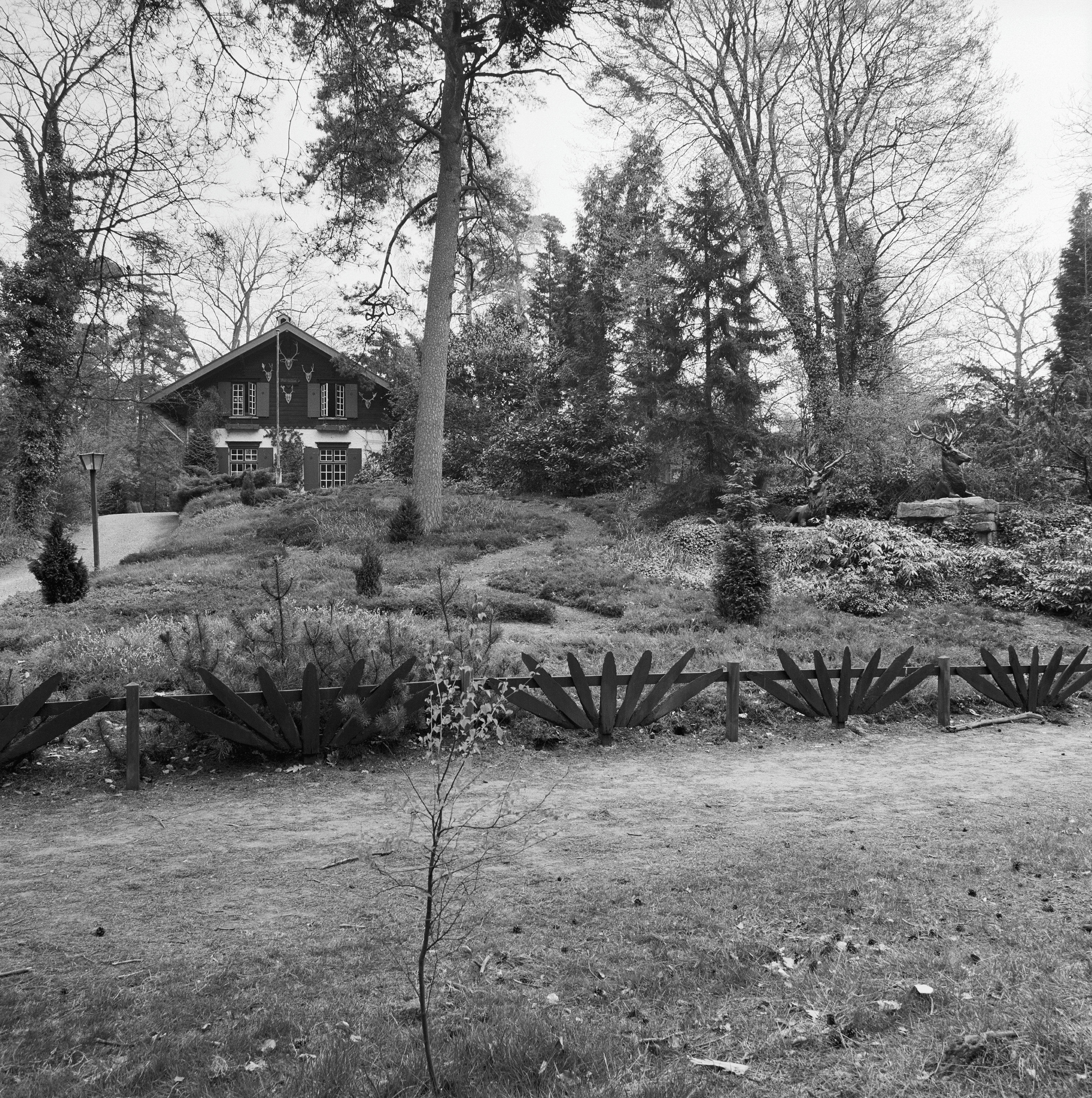
Zeister Bos, overzicht boswachterswoning

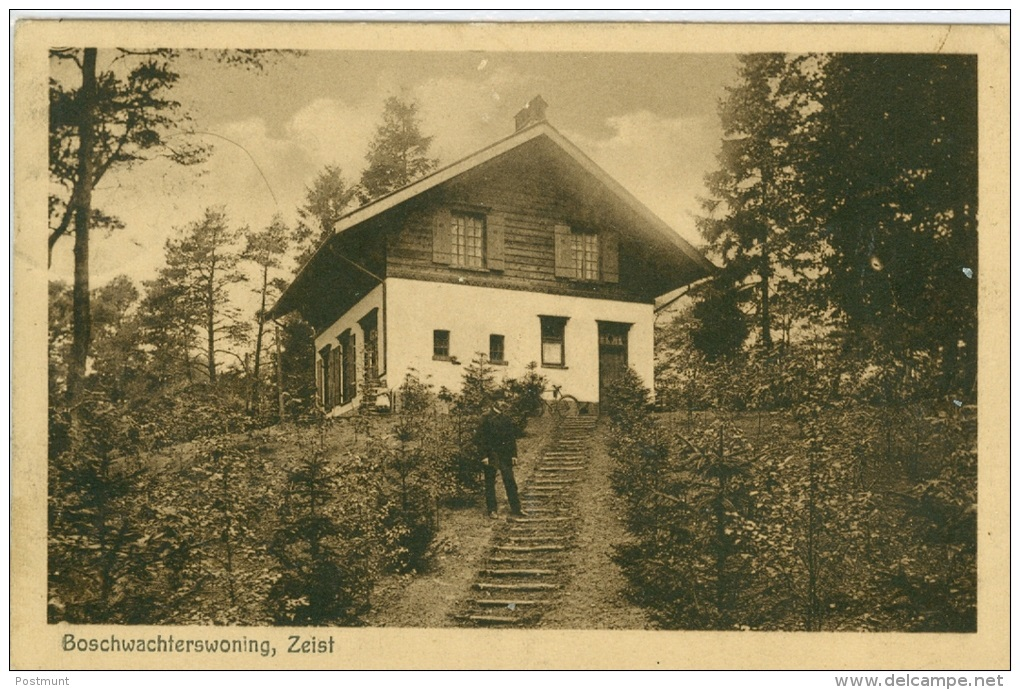
Boswachterswoning ‘Zwitsershuis’ in het Zeisterbos, rond 1917 (net herbouwd)

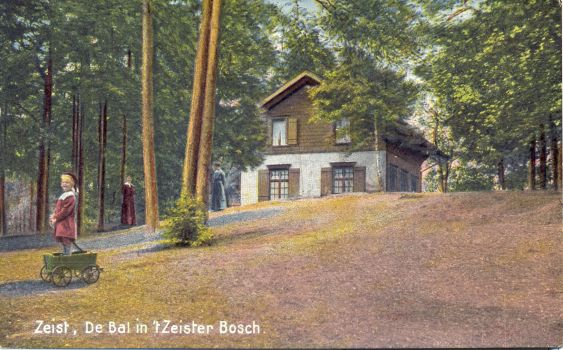
De Boswachtesrswoning, naar de bewoner genoemd 'De Bal' (Prentbriefkaart ingekleurd ca 1915)

In het Zeisterbos bevindt zich het monumentale voormalige boswachtershuis genaamd 't Zwitsershuis. Dit bijzondere huis in Zwitserse chaletstijl is ooit gebouwd rond 1860 als boswachterswoning bij de aanleg van Buitenplaats Pavia, wat weer ooit ontstaan is als afsplitsing van de bekende buitenplaats Beek en Royen.

## Geschiedenis
Het Zeisterbos was oorspronkelijk onderdeel van de grote gemeenschappelijke heide (‘gemeene heyde’) tussen Zeist en Amersfoort. Aan het eind van de 17de eeuw werd begonnen met de aanleg van het slotcomplex (Slot Zeist). Op het Slot was een diagonaalas getrokken, die in het begin van de 18de eeuw benut werd als zichtas van de tweede grote buitenplaats in Zeist, namelijk Beek en Royen (Blijdenstijn, 1984). De eerste aanleg en oudste beplanting van het Zeisterbos dateert waarschijnlijk uit de periode 1718–1723.
Omstreeks 1704 koopt de Utrechtse regent Verbeek, de gronden aan en sticht de buitenplaats Beek en Royen. De naam is afkomstig van de namen van de oprichters, het echtpaar Hendrik Verbeek en Clara Justine van Royen. Hendrik was toentertijd burgemeester van Utrecht. Hun bezittingen breidden zich sinds 1730 gestaag uit (deze besloeg in 1771 ruim 300 ha), vooral aan weerszijden van de Laan van Beek en Royen en de Woudenbergseweg. Op deze grond werden parken en bossen aangelegd, waaruit het latere Zeisterbosch is ontstaan.
In 1818 worden grote delen van Beek en Royen in kavels verkocht. Het gebied wordt in tweeën gesplitst met aan de ene kant van de Driebergseweg het landhuis Beek en Royen en de tuinen en aan de andere kant het Zeisterbos, nog inclusief het huidige Hoog Beek en Royen. Rond 1858 worden de bossen aan de overzijde van de Arnhemse Bovenweg gescheiden van Hoog Beek en Royen. Bij deze afscheiding verschijnt in het zuiden van het Zeisterbos de Buitenplaats Pavia met een landschapspark aangelegd door tuinarchitect Jan Copijn. Hier werd de boswachterswoning gebouwd.

## 't Zwitsershuis
Het bosgebied dat bij Pavia hoorde had een landschap met stuifheuveltjes en slingerende paadjes stond al in 1835 bekend als Klein Zwitserland. In het bosgebied lag boven op een hoge stuifheuvel een uitspanning in de Zwitserse chaletstijl. Dit huis is waarschijnlijk rond 1860 gebouwd rond de aanleg van Buitenplaats Pavia als boswachterswoning. Het huis genaamd 't Zwitsershuis brandde in 1880 af en werd in 1915 door de gemeente herbouwd in dezelfde stijl. 
De heuvel van het Zwitsershuis werd overigens 'De Bal’ genoemd (toen afgebrand en nog niet herbouwd), genoemd naar de boswachter met de bijnaam Gart de Bal.de toenmalige bewoner heette Gerrit Westeneng maar werd Gard van de Bal genoemd omdat de heuvel waarop zijn huis stond in de omgeving bekend was als “de bal “omdat het als een ronde halve bal boven de grond was
Het huis is een gemeentelijk monument van de gemeente Zeist (O.v.v. Prins Bernhardlaan 1 Zeist, Kadaster: E547, Monument nr: 0355/34) en wordt thans bewoond door het hoofd terreinbeheer van Het Utrechts Landschap.

## Hertenbeelden

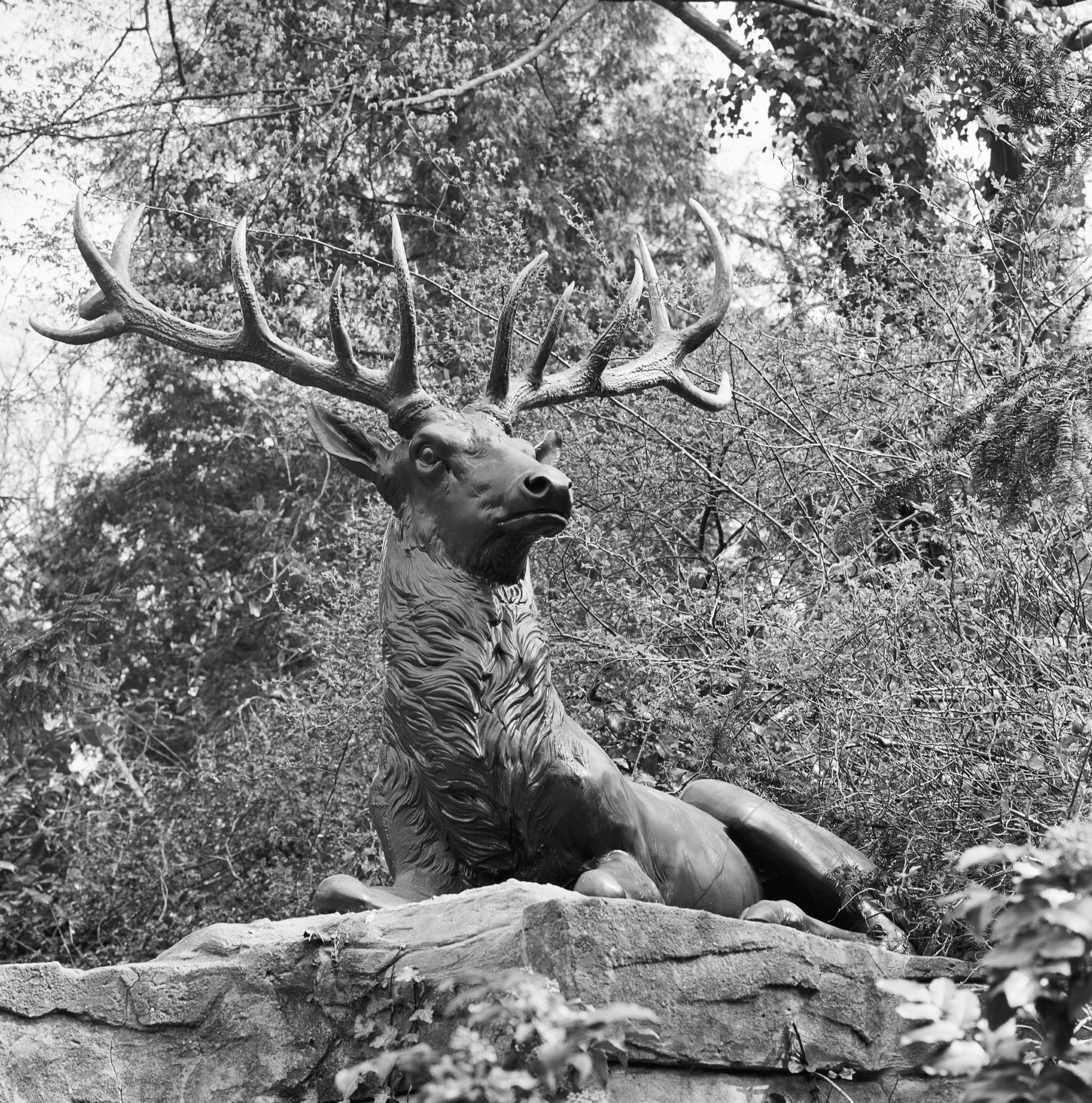
Hert uit zink bij boswachterswoning

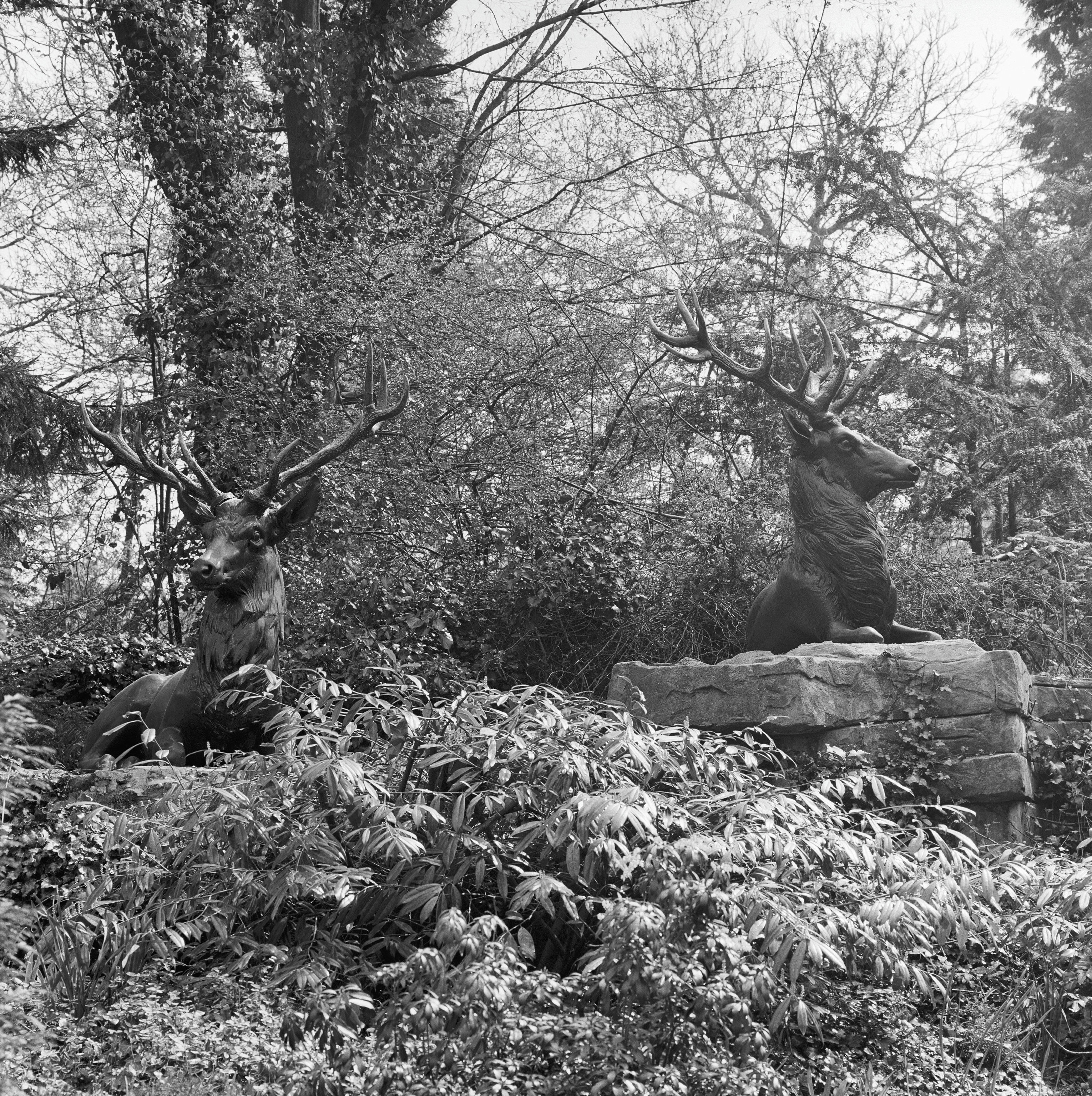
Twee herten uit zink, eind 19e eeuw, bij boswachterswoning

Op de grond behorende bij 't Zwitsershuis bevinden zich twee levensgrote zinken edelherten. Deze beelden zijn in naar het zich laat aanzien tussen 1845 en 1851 gegoten in de Fabriek van Gegoten Zink- en Bronswerken in Zeist, eigendom van Ludwig Wilhelm Schütz. Ze zijn in 1843 ontworpen door Christian Daniel Rauch. Eén van deze hertenbeelden heeft twee gebogen voorpoten; het andere hertenbeeld heeft een gestrekte voorpoot. In 1851 stond het hertenbeeld met gestrekte voorpoot op de wereldtentoonstelling in Londen.(1) Sinds de jaren ’50 van de twintigste eeuw staan de herten voor de boswachterswoning in het Zeisterbos.
(1) Zie: https://vanberkelbeelden.pictures/beeldhouwers/j-r/christian-daniel-rauch/hertenbeelden-zeist/